# Un giorno (album)
Un giorno è il quinto album in studio di Max Gazzè, pubblicato il 9 aprile 2004 per l'etichetta Virgin.

## Tracce
1. La Mente Dell'uomo – 3:51
2. Annina – 3:27
3. La nostra vita nuova – 4:37
4. Cara Valentina - Parte Seconda – 4:20
5. I Forzati Dell'immagine – 2:45
6. Allenamenti – 3:10
7. Tutti Salvi – 4:41
8. Di Sfuggita – 3:45
9. Avanzo Di Galera – 3:43
10. Pallida (feat. Daniele Silvestri) – 4:04
11. Buonanotte – 4:34

## Formazione
- Max Gazzè - voce, basso
- Piero Monterisi - batteria
- Gianluca Misiti - tastiera, programmazione, sintetizzatore
- Emanuele Brignola - basso
- Francesco De Nigris - chitarra